# Pavla Jesih
Pavla Jesih (n. 10 mai 1901, Laibach, Austro-Ungaria – d. 12 decembrie 1976) a fost o alpinistă și antreprenoare slovenă.

## Biografie
S-a născut în Ljubljana și a învățat să urce cu Clubul Skala din Slovenia. În 1925, ea și Dana Kuraltova au realizat prima ascensiune complet feminină slovenă a traseului Slovenian pe fața nordică a muntelui Triglav.
Între 1926 și 1933, ea a realizat 18 prime ascensiuni pe trasee tehnice pe vârfuri precum Triglav (variantă prin fereastră, direcția Skala, Pilarul Jug), Škrlatica (Pilarul Levi, Pilarul Scale), Široka Peč, Špik (direcția Šalek), Šite, Travnik, Frdamane Police, Jalovec, Rakova Špica și altele. Cel mai adesea, ea a escaladat în compania lui Miro Marko, Milan Gostiša, Jože Lipovec, Mihe Potočnik, Stanka Tominšek și Joža Čop. 
Este poate cel mai cunoscută pentru ascensiunea Pilarului central Triglav, acum numit Pilarul Čop (Čopov steber). În a treia zi a ascensiunii sale pe Pilarul Čop, Jesih a devenit prea obosită pentru a continua, așa că partenerul său Joča Čop a terminat traseul singur și apoi a mers după ajutor. Când echipa de salvare a ajuns în a cincea zi a ascensiunii, Jesih a escaladat traseul singură, fără ajutor, și a obținut creditul pentru prima ascensiune alături de Joža.
În 1933, Jesih a căzut 30 de metri (98 ft) pe vârful stâncos al Mojstrovka. În timpul recuperării sale îndelungate în timpul celui de-al Doilea Război Mondial, ea a deschis o rețea de cinematografe de succes în Banovina Drava și în Iugoslavia, deținând sala de cinema Metropol și cinema-ul Union din Celje, apoi în Ptuj și, în final, cinema-ul Matica din Ljubljana. Printre altele, ea a fost și un inovator în tehnicile de subtitrare.